# Pedro José Saavedra
Pedro José Saavedra (siglo XIX) fue un político peruano. Fue ministro de Gobierno, Policía y Obras Públicas (1867-1868) y alcalde de Lima (1878-1879).

## Biografía
Perteneció al grupo de liberales que apoyaron la revolución de 1854 encabezada por el general Ramón Castilla contra el gobierno de José Rufino Echenique, grupo en el que también se contaban los hermanos Pedro y José Gálvez Egúsquiza, Manuel Toribio Ureta, entre otros.
Fue elegido diputado, e integró el Congreso Extraordinario de 1858-1859, y posteriormente el Congreso Constituyente de 1867. En este último fue uno de los artífices de la ley sobre el principio de voto de censura hacia los ministros, que ocasionó la caída del llamado Gabinete Tiberiópolis, del presidente Mariano Ignacio Prado, siendo la primera vez en la historia del Perú que un gabinete ministerial era derribado por el Congreso. Se formó entonces un nuevo gabinete presidido por Pedro Paz Soldán Ureta y formado mayoritariamente por miembros del Congreso, siendo uno de sus miembros el mismo Saavedra, como ministro de Gobierno, Policía y Obras Públicas (3 de junio de 1867). El 25 de septiembre del mismo año fue interpelado por el Congreso sobre la sublevación que había estallado en Arequipa; en octubre volvió a ser llamado para responder por la prisión del diputado Mariano Herencia Zevallos, acusado de conspiración, al parecer injustamente. No obstante, continuó como ministro de Gobierno del jefe interino del Estado, general Luis La Puerta, hasta enero de 1868, es decir, hasta la caída del gobierno de M. I. Prado, derrotado por la revolución que restituyó la Constitución de 1860.
En 1875 respaldó la candidatura presidencial de Mariano Ignacio Prado, que resultó triunfadora en las elecciones de 1876. Fue redactor principal de diario Dos de Mayo, fundado ex profeso para respaldar al antiguo dictador, convertido en Presidente Constitucional.
En 1878 fue elegido alcalde de Lima, siendo su teniente alcalde el coronel Francisco de Paula Secada, quien le sucedió el 8 de enero de 1879.